# Ian Rogers
Ian Rogers est un joueur d'échecs australien né le 24 juin 1960 à Hobart en Tasmanie.

## Biographie et carrière
Rogers est le premier grand maître international australien en 1985 si l'on excepte Walter Browne qui devint américain en 1970, année où il obtint le titre de grand maître.
Rogers remporta quatre fois le championnat d'Australie (en 1979-1980, 1985-1986, 1998 et 2006). Il gagna le championnat du Commonwealth en 1983. Il représenta l'Australie lors de quatorze olympiades de 1978 à 2006, dont douze fois au premier échiquier.

## Palmarès
Rogers a remporté les tournois de :
- Melbourne 1983, 1998,
- Singapour 1983,
- Festival de Bienne (open de maîtres[3]) 1983,
- Kraljevo 1984,
- Belgrade 1984,
- Nuoro 1984,
- Kragujevac 1985,
- Mendrisio 1985, 1988,
- le tournoi de Wijk aan Zee, groupe B en 1985, tournoi C en 2002
- l'open de Bienne en 1985,
- Calcutta 1988,
- Groningue 1988, 1989 (devant Anand et Smyslov) et 1990,
- Genève 1990,
- Auckland 1992,
- Cebu 1992,
- Wijk aan Zee (Sonnewank) 1993,
- Djakarta (tournoi zonal) 1993,
- Lázně Bohdaneč 1994,
- Bienne (tournoi Credis) 1996,
- tournoi open de Hoogeveen 1997 (ex æquo avec Psakhis et Oll).